# 모지스 멀론
모지스 유진 멀론(영어: Moses Eugene Malone, 1955년 3월 23일~2015년 9월 13일)은 미국의 농구 선수로 ABA와 NBA에서 활약하였다. 빠른 발과 끈기있는 센터로 멀론은 대학을 거치지 않고 프로로 가는 데 첫 고등학생 선수였다. ABA에서 몇년을 포함한 자신의 21년 경력에 그는 3회의 NBA MVP였고, 경기의 거대한 리바운더와 득점자들 중의 하나였다.

## 어린 시절
NBA 역사상 거대한 센터들 중의 하나로 넓게 숙고된 멀론은 버지니아주 피터스버그에서 태어났다. 피터스버그 고등학교에서 멀론은 본질의 기력이었으며, 1973년과 1974년 연속적 주립 타이틀은 물론 팀을 50개의 연속적 우승으로 이끌었다.
시초적으로 메릴랜드 대학교에 수학하는 데 동의된 멀론은 마음을 바꾸고 대학을 빼먹어 ABA의 유타 스타스와 계약으로 동의된 후, 곧바로 프로로 가는 데 첫 고등학생 선수가 되었다.

## ABA 경력
멀론은 19세의 센터가 연상에 더욱 경험을 가진 선수들을 상대로 경쟁의 엄격을 견디어낼 수 있던 아무 의심을 쉬게 하는 데 빠르게 놓았다. 첫해에 그는 한 경기에 18 포인트와 14 리바운드를 평균하였다.
리그의 다른 센터들 중 어떤 선수들 만큼 멀론이 키가 크지 않을 동안 그는 겨우 6 피트, 10 인치였고, 이 포지션을 위한 평균 범위의 낮은 끝에 그를 놓아 그는 링 주위에 자신의 민첩, 힘과 집요함과 함께 뜻을 이루었다. 솜씨 좋은 득점자인 멀론은 또한 몇몇의 다른 몸집이 큰 남자들처럼 보드를 통제한 맹렬한 리바운더였다.
스피릿츠 오브 세인트루이스와 일정 기간 후, 멀론은 1976년 리그와 함께 ABA의 혼동에 이어 NBA로 옮겼다. 처음에 ABA 분산 드래프트에서 포틀랜드 트레일블레이저스에 의하여 선발된 멀론은 곧 2번이나 이적되어 결국적으로 휴스턴 로키츠와 계약 아래 상륙하였다.

## NBA 경력
아직도 또다시 멀론은 변천된 약간의 시간을 낭비하였다. 1979년 리그의 MVP로 임명된 시즌에 멀론은 한 경기에 24.8 포인트와 17.6 리바운드를 평균하여 장기적 경력으로 증명할 자신의 최고 수들 중에 어떤 수들을 매겼다. 2년 후, 그는 로키츠를 NBA 결승전으로 몰아내었는 데 팀은 래리 버드가 이끄는 보스턴 셀틱스에게 6개의 경기들에서 떨어졌다.
1982년 또다른 MVP 시즌에 이어 멀론은 필라델피아 세븐티식서스로 이적되어 줄리어스 어빙과 팀을 이루고, 팀을 16년 만에 첫 챔피언십으로 몰아냈다. 세븐티식서스는 진실하게 그해에 지배적이었으며, 67승 15패로 정규 시즌을 끝내고, 결승전에 앞서 치러진 로스앤젤레스 레이커스를 상대로 한 플레이오프에서 한 번만 패하였다.
또다시 MVP로 선정된 멀론은 3년 연속 리바운드 부문에서 리그를 이끈 선수였다.
세븐티식서스에서 몇몇의 실망적 시즌들이 이어지고, 1986년 멀론은 워싱턴 불리츠로 이적되었다. 그의 수가 하락하고, 그의 경기가 느려지기 시작하면서 명성을 얻은 센터를 위하여 몇몇 운동들의 시작이었다. 1995년 샌안토니오 스퍼스와 좌절적, 부상의 시즌 후에 그는 은퇴하였다. 포인트에서 사상 6위 (29,580)와 경력 리바운드에서 3위 (17,834)를 하면서 경기에서 낙승하였다.

## 영예와 사망
은퇴한 지 1년 후, 멀론은 NBA 역사상 50명의 위대한 선수들 중 하나로 선정되었다. 2001년 그는 네이스미스 농구 명예의 전당에 등록되었다.
2015년 9월 13일 팬들은 명사의 골프 토너먼트에 나오기로 예정된 멀론이 노퍽에 있는 자신의 호텔 방에서 심혈관질환으로 수면 중 사망한 채 발견되었다는 소식을 접했다. 사망 당시 그는 60세였다.